# Orgueil et Préjugés (film, 2003)
Pour les articles homonymes, voir Orgueil et Préjugés (homonymie).
Pour plus de détails, voir Fiche technique et Distribution.
Orgueil et Préjugés (Pride and Prejudice : A Latter-Day Comedy) est un film américain réalisé par Andrew Black en 2003
Le film, dont le titre original était Pride and Prejudice : A Latter Day Comedy (Orgueil et Préjugés : une Comédie mormone) est une adaptation modernisante de l'œuvre Orgueil et Préjugés de Jane Austen, qui relève du Chick Lit.
Elizabeth Bennet, qui est étudiante à Brigham Young University, Utah, comme ses camarades Jane Baraquio (une hispanique), Marie Haywood (une dévote), et les riches Lydia et Kitty Meriton, écrit un livre. Darcy, qui est venu d'Angleterre avec sa jeune sœur Anna, est à la tête d'une grosse maison d'édition, Bingley est un riche et assez naïf chef d'entreprise (dans le monde musical) et Wickham un joueur impénitent et divorcé.
Elizabeth espère un succès littéraire et n'envisage pas de se marier avant d'avoir terminé ses études, mais la rencontre du playboy Wickham et celle du raisonnable Will Darcy vont mettre à l'épreuve sa détermination.

## Fiche technique
- Titre: Orgueil et Préjugés
- Titre original : Pride and Prejudice : A Latter-Day Comedy
- Réalisation :  Andrew Black
- Scénario : Anna K. Black, Katherine Swigert et Jason Faller d'après le roman Pride and Prejudice de Jane Austen
- Production : Kynan Griffin, Mary Kirkham, Jason Faller, C. Logan Deans, T. Kent Elliott, Elizabeth Faller, Ray Frye, Jo Ann Givan, Larry E. Givan, Daniel Shanthakumar, Ajmer Singh, Harpal S. Toor, Anne Woolley, Ronald Woolley.
- Musique : Ben Carson
- Photographie : Travis Cline
- Montage : Alexander Vance
- Décors : Anne K. Back, Kohl Glass
- Costumes : Emily Kawasaki
- Pays : États-Unis
- Genre : Comédie romantique
- Durée : 104 minutes
- Date de sortie : 
  - États-Unis : 5 décembre 2003

## Distribution
- Kam Heskin : Elizabeth Bennet
- Orlando Seale : Will Darcy
- Ben Gourley : Charles Bingley
- Lucila Sola : Jane Vasquez
- Henry Maguire : Jack Wickam
- Kelly Stables : Lydia Merylon
- Nicole Hamilton : Kitty Merylon
- Rainy Kerwin : Mary Lamblen
- Kara Holden : Caroline Bingley
- Hubbel Palmer : William Collins
- Honor Bliss : Anna Darcy
- Carmen Rasmusen : Charlotte Lucas
- Ken Norris : Mr Gardiner